# Língua tuvaluana
A língua tuvaluana  é uma língua polinésia falada em Tuvalu. Tem palavras comuns a outras línguas polinésias,  por exemplo te Atua significa "Deus" tanto em tuvaluano como em maori. Existem mais de 13.000 falantes de tuvaluano em todo o mundo.

## História
Como todas as outras línguas polinésias, o tuvaluano descende de uma língua ancestral, que é referida por linguistas históricos como "proto-polinésio", que foi falada há aproximadamente 2.000 anos atrás.

## Gramática
O sistema fonético tuvaluano compõe-se de cinco vogais (a, e, i, o, u) e 10 ou 11 consoantes (p, t, k, m, n, ng, f, v, s, h, l), dependendo do dialeto. Todos os sons existem em formas curtas e longas, que contrastam entre si. Há quatro artigos possíveis em tuvaluano: definido  singular te, indefinido singular se, definido plural nulo e indefinido plural ne ou ni (dependendo do dialeto). O verbo pode vir no início ou no meio da oração, e a ordem de sujeito, objeto direto e objeto indireto é relativamente livre. O adjetivo segue o substantivo em todas as frases.

## Dialetos
O tuvaluano divide-se em dois grupos dialetais principais: tuvaluano do norte, compreendendo dialetos falados nas ilhas de Nanumea, Nanumaga, e Niutao (bem como Niulakita), e tuvaluano do sul, formado pelos dialetos falados nas ilhas de Funafuti, Vaitupu, Nukufetau e Nukulaelae. Todos os dialetos são mutuamente inteligíveis e diferenciam-se quanto a fonologia, morfologia, e léxico. Os dialetos Funafuti-Vaitupu (que são muito próximos entre si) são a língua nacional de facto, embora os falantes dos dialetos do norte muitas vezes usem o seu próprio dialeto em contextos públicos fora das respectivas comunidades. Os habitantes de uma ilha de Tuvalu, Nui, falam um dialeto do gilbertês, uma língua micronésia só muito distantemente relacionada ao tuvaluano.

## Amostra de texto
A seguinte amostra de texto é o artigo 1 da Declaração Universal de Direitos Humanos:
E fā'nau mai a tino katoa i te saolotoga kae e 'pau telotou tūlaga fakaaloalogina mo telotou aiā. Ne tuku atu ki a lātou a te mafaufau mo te loto lagona, tēlā lā, e 'tau o gā'lue fakatasi lātou e pēlā me ne taina.
A declaração lê-se da seguinte forma em português:
Todos os seres humanos nascem livres e iguais em dignidade e em direitos. Dotados de razão e de consciência, devem agir uns para com os outros em espírito de fraternidade.